# Wielki Boktybaj
Wielki Boktybaj (kaz.: Үлкен Боқтыбай биiгi, Ülken Boktybaj biygy; ros.: гора Большой Боктыбай, gora Bolszoj Boktybaj) – szczyt w zachodnim Kazachstanie, w paśmie Mugodżarów. Wznosi się na wysokość 657 m n.p.m. Zbudowany z paleozoicznych skał wylewnych. Zbocza są porozcinane dolinami rzek okresowych. Występuje roślinność stepowa z krzewami.